# 이재성 (교수)
이재성(李載聖, 1924년 ~ 2016년 ) 서울대학교 명예교수, 화학공학자, 

## 학력
- 1943.10 ~ 1945.03 동경제국대학 응용화학과 (수학중 귀국)
- 1945.12 ~ 1946.07 경성대학교 응용화학과 (공학사)
- 1950.09 ~ 1952.02 미국 컬럼비아대학교 공학석사 (화학공학)
- 1964.09 ~ 1968.02 미국 컬럼비아대학교 공학박사 (화학공학)

## 주요경력
- 1947.05 ~ 1989.08 서울대학교 공과대학 전임강사, 조교수, 부교수, 교수(명예교수)
- 1969.01 ~ 1969.12 한국화학공학회 회장
- 1976.01 ~ 1979.12 서울대학교 공과대학 학장
- 1976.01 ~ 1979.12 동남아시아 공학교육협회(AEESEA) 회장
- 1982.01 ~ 1983.05 제3회 태평양 화학공학회의(PACHEC Ⅲ) 대회장

## 생애 및 업적
한국에 서구식 화학공학 교육과정을 최초로 도입한 학자.
한국전쟁 발발 4일전, 미국 컬럼비아대학교로 유학을 떠나 한국인 최초로 미국에서 화학공학 석사학위를 취득했고, 전쟁 중이던 1952년 서울대학교로 복귀했다.
‘화학공학’은 20세기 중반에 미국과 유럽을 중심으로 크게 발전했는데 해방 후 한국은 주로 일본의 학문을 답습한 ‘응용화학’을 중심으로 교육이 이뤄졌다. 이에 한국 최초로 서구식 화학공학 강의를 시작하며, 중화학공업 발전에 필요한 인재를 육성할 수 있는 기반을 마련했다.
이에, 전후 복구사업에서 꼭 필요했던 비료, 시멘트, 판유리 등을 생산하는 화학공장을 설계하고 건설 및 운전할 수 있는 화공엔지니어들이 한국에 양성되었다.
화학공학 지식의 유용성을 실제로 증명했는데, 1959년 한국의 무연탄을 원료로 하여 인조석유를 합성하는데 성공했으며,  1964년에는 의료용 마취제인 아산화질소의 합성 및 분해 특성을 규명하고 한국화공기술연구소에 기술을 이전해, 아산화질소의 대량 생산에 성공했다. 
한국의 화학공학을 세계적으로 알리기도 했다, 1962년 한국화학공학회 창설했으며, 1983년에는 아시아-태평양 화학공학회의(PACHEC)의 대회장을 맡아  한국에서 성공적으로 개최했다. 또한 동남아시아 공학교육협회(AEESEA) 사무국을 한국에 유치하고, 수차례에 걸친 국제회의를 성공적으로 치렀다.
43년간 서울대 화학공학과 교수로 재직하며 교육과 연구시설 현대화를 통해 공학교육 환경을 개선했으며, 1976년부터 4년간 서울대 공과대학 학장을 역임하며 700만 달러에 해당하는 정부의 지원금을 확보해 교육 및 연구기자재를 현대화하고, 서울대 공과대학의 연구여건을 세계적 수준으로 향상시켰다.

## 상훈
- 1960.01     녹조소성훈장
- 1972.05     서울시 문화상(학술부문)
- 1972.08     국민훈장 동백장
- 1972.10     한국화학공학회 공로상
- 1986.10     서울대학교 40년 근속공로 표창
- 1989.08     국민훈장 모란장
- 2003.03      한국공학한림원 대상

## 참고자료
- 대한민국 과학기술유공자 홈페이지
- 구미식 화학공학 교육을 최초로 도입한 선구자, 故 이재성 서울대 명예교수